# 자치령
자치령(自治領, 영어: dominion)은 식민지보다 높은 자치권을 획득했던 지역을 일컫는 말이다. 역사적인 측면에서 1931년 웨스트민스터 헌장 이후에는 사실상 영국과 거의 대등한 독립국으로 지위가 바뀌었기 때문에 사실 '자치령'이라는 표기는 적절한 번역이 아니라고 볼 수 있다. 제2차 세계 대전 이후에는 탈식민지화로 인하여 자치령이라는 용어가 점점 안 쓰게 되었고, 영연방 왕국(단 이 용어에는 영국도 포함)이라는 용어가 사용되고 있다. 자치령이나 영연방 왕국은 모두 영국과 국왕을 공유하고 있다는 특성이 있다.

## 자치령 목록
- 캐나다 자치령: 1867년 ~ 1953년 (명목상의 자치령 체제 폐지: 1982년)
- 뉴펀들랜드 자치령: 1907년 ~ 1949년
- 오스트레일리아: 1901년 ~ 1953년 (명목상의 자치령 체제 폐지: 1986년)
- 뉴질랜드 자치령: 1907년 ~ 1947년 (명목상의 자치령 체제 폐지: 1986년)
- 아일랜드 자유국: 1922년 ~ 1937년
- 아일랜드: 1937년 ~ 1949년
- 인도 자치령: 1947년 ~ 1950년
- 파키스탄 자치령: 1947년 ~ 1956년
- 실론 자치령: 1948년 ~ 1972년 →영국령 실론
- 남아프리카 연방: 1910년 ~ 1953년 (실질적 체제 전환, 영연방 탈퇴: 1961년)
- 투르키스탄 자치령: 1917년 ~ 1918년

## 같이 보기
- 속령
- 자치
- 자치구